# Церковь Святого Пия (Ландсхут)
Церковь Святого Пия (нем. Piuskirche) — римско-католическая приходская церковь, расположенная на западе баварского города Ландсхут. Современное здание, построенное в период с 1961 по 1963 год, было освящено в честь Святого Папы Римского Пия X. «Крестный путь» храма является произведением местной художницы Марлен Рейдель.